# Damdinsürengijn Njamchüü
Damdinsürengijn Njamchüü (mong. Дамдинсүрэнгийн Нямхүү; ur. 25 listopada 1979) – mongolski judoka. Dwukrotny olimpijczyk. Zajął piąte miejsce w Pekinie 2008 i odpadł w eliminacjach w Atenach 2004. Walczył w wadze półśredniej. 
Uczestnik mistrzostw świata w 2001, 2003, 2007, 2009 i 2010. Startował w Pucharze Świata w latach 1998, 2002, 2004, 2008 i 2010. Złoty medalista igrzysk azjatyckich w 2006 i brązowy w 2002. Wygrał mistrzostwa Azji w 2003 i drugi w 2001. Trzeci na mistrzostwach Azji Wschodniej w 2006 roku.
Chorąży reprezentacji na igrzyskach w 2004 roku.

## Letnie Igrzyska Olimpijskie 2004
| Konkurencja | Eliminacje              | Klas. końcowa |
| Konkurencja | Przeciwnik I            | Miejsce       |
| ----------- | ----------------------- | ------------- |
| 81 kg       | Gabriel Arteaga (CUB) P | 1 runda.      |

## Letnie Igrzyska Olimpijskie 2008
| Konkurencja | Eliminacje               | Repasaże                   | Repasaże                 | Repasaże                | Finały                | Klas. końcowa |
| Konkurencja | Przeciwnik I             | Przeciwnik I               | Przeciwnik II            | Przeciwnik III          | o 3. miejsce          | Miejsce       |
| ----------- | ------------------------ | -------------------------- | ------------------------ | ----------------------- | --------------------- | ------------- |
| 81 kg       | Guillaume Elmont (NED) P | Giuseppe Maddaloni (ITA) Z | Srđan Mrvaljević (MNE) Z | Robert Krawczyk (POL) Z | Roman Hontiuk (UKR) P | 5.            |